# Maria de Dominici
Maria de Dominici (ur. 6 grudnia 1645 w Birgu, zm. 18 marca 1703 w Rzymie) – maltańska rzeźbiarka i malarka barokowa, tercjarka karmelitańska.

## Życiorys
Urodziła się we Birgu na Malcie, w artystycznej rodzinie. Jej ojciec był złotnikiem, a dwóch z jej braci – Raimondo i Francesco – zostało malarzami. Pobierała nauki u Mattii Pretiego. Tworzyła przenośnie figurki religijne wykorzystywane w procesjach, takie jak figurka Ecce Homo z drewna i papier mâché, którą odnotowano w użyciu w Wielki Piątek 1675 roku. Z większych rzeźb religijnych, które powstały na Malcie, zachowała się do współczesności jedynie Najświętsza Maria Panna w kościele św. Katarzyny Aleksandryjskiej, choć proweniencja dzieła nie została potwierdzona. Jej najwcześniejszy zachowany obraz Nawiedzenie znajduje się w parafii Żebbuġ. W kościele św. Katarzyny Aleksandryjskiej odkryto z kolei pracę Beato Franco, w której widać wpływ Pretiego. Na obrazie została później domalowana kolejna postać przez Antonia Zammita. Choć w innych maltańskich kościołach znajdują się prace rzekomo namalowane przez de Dominici, istnieją przesłanki, które podważają jej autorstwo.
Za namową Pretiego, prawdopodobnie około 1682 roku wyjechała z bratem Franscesco do Rzymu, by rozwijać talent studiując rzeźby antyczne i prace Giovanni Lorenza Berniniego. Przed wyjazdem została tercjarką karmelitańską. Status tercjarki pozwolił jej żyć poza murami klasztoru, a także bez zobowiązań wobec rodziny. Od 1690 roku mieszkała z towarzyszką oraz prowadziła studio malarskie przy Vicolo dell'Agnello, nieopodal bazyliki św. Jana Chrzciciela Florentyńczyków. Jej mecenasem został Marcello Sacchetti, ambasador Zakonu Maltańskiego w Rzymie. Wykonała szereg obrazów dla jego rodziny, a także rzeźby, w tym marmurowe popiersie Marii Panny. Z kolei dla lekarza rodu Borghese namalowała obraz przedstawiający Sofonisbę, a dla karmelickiego kościoła Santa Maria in Traspontina, z którym była związana do śmierci, namalowała ołtarz. Niektóre z jej prac zostały uchwycone przez rytowników Charlesa de la Haye oraz Andrea Magliara. O pewności de Dominici co do swojego talentu i wartości tworzonych prac świadczy testament, w którym m.in. prosiła rodzinę o ponowną wycenę pracy, za którą według de Dominici zbyt mało zapłacono.
Zmarła 18 marca 1703 w Rzymie; pochowano ją w kościele Santa Maria in Traspontina.
W 2010 roku jej imieniem nazwano krater na Merkurym.